# Farokhshahr
Farokhshahr (persan : فرخشهر) est une ville, chef-lieu du district de Farokhshahr situé dans la préfecture de Chahr-e Kord dans la province du Tchaharmahal-et-Bakhtiari en Iran, à environ 15 km au sud-ouest de Shahrekord.

## Population
Lors du recensement de 2006, la population de la ville était de 31 739 habitants répartis dans 31 739 familles. 